# Sárpilis, Tolna
Sárpilis  este un sat în districtul Szekszárd, județul Tolna, Ungaria, având o populație de 678 de locuitori (2011). 

## Demografie
Componența etnică a satului Sárpilis
     Maghiari (86,66%)
     Romi (8,57%)
     Germani (3,79%)
     Necunoscut (0,99%)
     Alții (0,99%)
Componența confesională a satului Sárpilis
     Fără religie (30,24%)
     Romano-catolici (16,52%)
     Reformați (14,45%)
     Necunoscută (37,91%)
     Luterani (0,88%)
     Alte religii (1,03%)
Conform recensământului din 2011, satul Sárpilis avea 678 de locuitori. Din punct de vedere etnic, majoritatea locuitorilor (86,66%) erau maghiari, existând și minorități de romi (8,57%) și germani (3,79%). Apartenența etnică nu este cunoscută în cazul a 0,99% din locuitori. Nu există o religie majoritară, locuitorii fiind persoane fără religie (30,24%), romano-catolici (16,52%) și reformați (14,45%). Pentru 37,91% din locuitori nu este cunoscută apartenența confesională.